# Komet Tichý
Komet Tichy ali 196P/Tichy je periodični komet z obhodno dobo okoli 7,4 let.

 Komet pripada Jupitrovi družini kometov .

## Odkritje
Komet je 22. novembra 2000 odkril češki astronom Miloš Tichý na Observatoriju Klet.